# ダンスガード・オシュガーサイクル

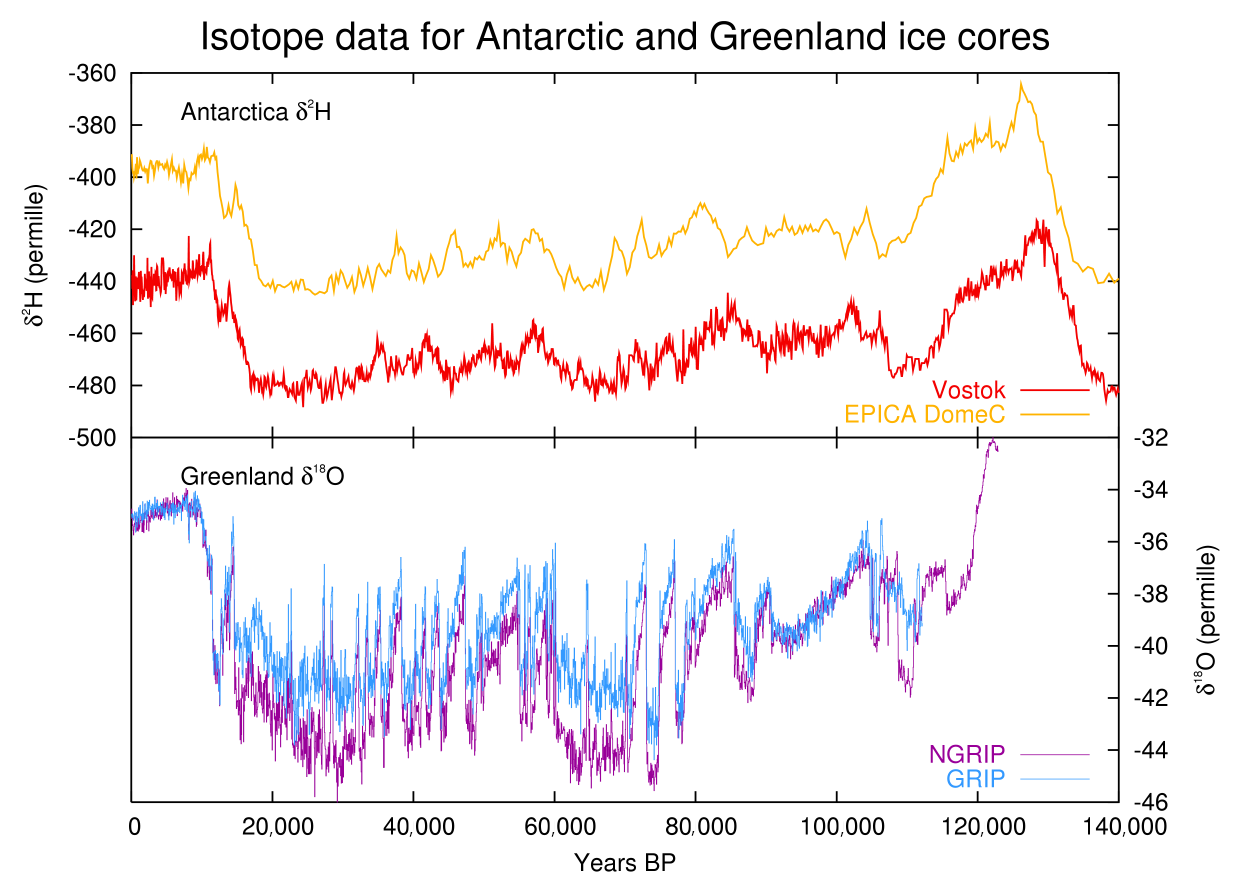
過去13万年の気候変動

ダンスガード・オシュガー・サイクル（Dansgaard-Oeschger cycle）は、最終氷期に起こった急激な気候変動である。数十年間で最大10℃の急激な温暖化と急激な寒冷化を繰り返したことがウィリ・ダンスガールドとハンス・オシュガーによってグリーンランドの氷床コアの研究により提唱された（過去の気温は、氷床コア中の酸素の同位体から算出することができる）。
このような短期的な急激な気候変動は、ミランコビッチサイクルのような地球と太陽との位置関係による気候変動とは異なり、大西洋の海洋循環と関係する説が有力である。
現在の気候システムでは、暖流であるメキシコ湾流がグリーンランド沖まで到達することによって北米や北欧が比較的温暖な気候であるが、そのような暖流が停止すると、これらの地域は急速に寒冷化すると推測される。メキシコ湾流の停止は大規模な淡水の流入によって引き起こされることが提唱されており、北米に最終氷期にあったローレンタイド氷床が温暖化とともに減少するとき、その内陸部に巨大な淡水湖（現在のアガシー湖の位置）が形成されたとされている。この湖から大量に淡水が大西洋に流入し、それによって一時的に北米や北欧を中心として急速に寒冷化したイベントがヤンガードリアスであるとされている。
また、このヤンガードリアスはダンスガード・オシュガー・サイクルの最後の寒冷化イベントであるという考え方がある。このような大量の淡水流入が繰り返し生じた原因として、さらに氷床の消長が関係していると推測されている。
例えば、氷床が成長すると、それによって氷が厚くなり、底部が高圧になり、融解する。これにより底部には液体（すなわち水）が生じ、氷床は、氷河として滑動し、流氷を大量に大西洋に吐き出すことになる。その後、氷床の氷の厚さは薄くなり、それによって底部の液体層はなくなり、氷河の滑動は停止する。このようなサイクルはウェットベース、ドライベース仮説として提唱されており、このようなサイクルがダンスガード・オシュガー・サイクルの原動力であるとする考え方がある。
また、ウェットベースのとき、すなわち寒冷化している間、流氷が大量に大西洋に放出された証拠として、繰り返し堆積した砂礫層の存在がある。これは、流氷の底部に存在していた岩屑であり、それらは氷河として滑動していたときの岩盤の削りかすである。このような岩屑が流氷が溶けるとともに海底にばらまかれ、それによって、大西洋の広範囲に砂礫層が堆積したとされる。このような砂礫層によって示された寒冷化イベントは、発見した人物名をとって、ハインリッヒ・イベントと呼ばれており、現在H1からH6まで確認されている。このハインリッヒ・イベントは、ダンスガード・オシュガー・サイクルの寒冷化イベントとほぼ符合することが知られている。